# 한채이
한채이(1987년 5월 16일 ~ )는 대한민국의 레이싱 모델이다.

## 경력

### 레이싱모델 경력
- 2016년 - 인제레이싱팀 전속모델
- 2015년 - 인제레이싱팀 전속모델
- 2014년 - 한국타이어 스폰서쉽 전속모델
- 2013년 - CJ레이싱팀 전속모델
- 2012년 - 인제레이싱팀 전속모델
- 2010년 - 한국타이어 스폰서쉽 전속모델
- 2010년 - 티빙 슈퍼레이스 챔피언십 4전 모델
- 2009년 - 한국타이어 스폰서쉽 전속모델

### 에이빙모델 경력
- 2017년 - 서울 국제모터쇼 만트럭버스 포즈모델
- 2016년 - 부산 국제모터쇼 만트럭버스 포즈모델
- 2015년 - 서울 국제모터쇼 스파르타부스 포즈모델
- 2013년 - 지스타 소니부스 포즈모델
- 2012년 - 부산 국제모터쇼 기아자동차 부스 포즈모델
- 2011년 - 지스타 엠게임 열혈강호 메인모델
- 2011년 - MFC M-1 라운드걸
- 2011년 - 서울 국제모터쇼 기아관 모델
- 2010년 - 부산오토살롱 모델
- 2009년 - 부산 G-Star 위메이드 레이싱모델
- 2009년 - 광주 F1&월드슈퍼카쇼 레이싱모델
- 2009년 - 서울모터쇼 아우디 레이싱모델